# Athetis melanosticta
Athetis melanosticta là một loài bướm đêm trong họ Noctuidae.